# Polittico

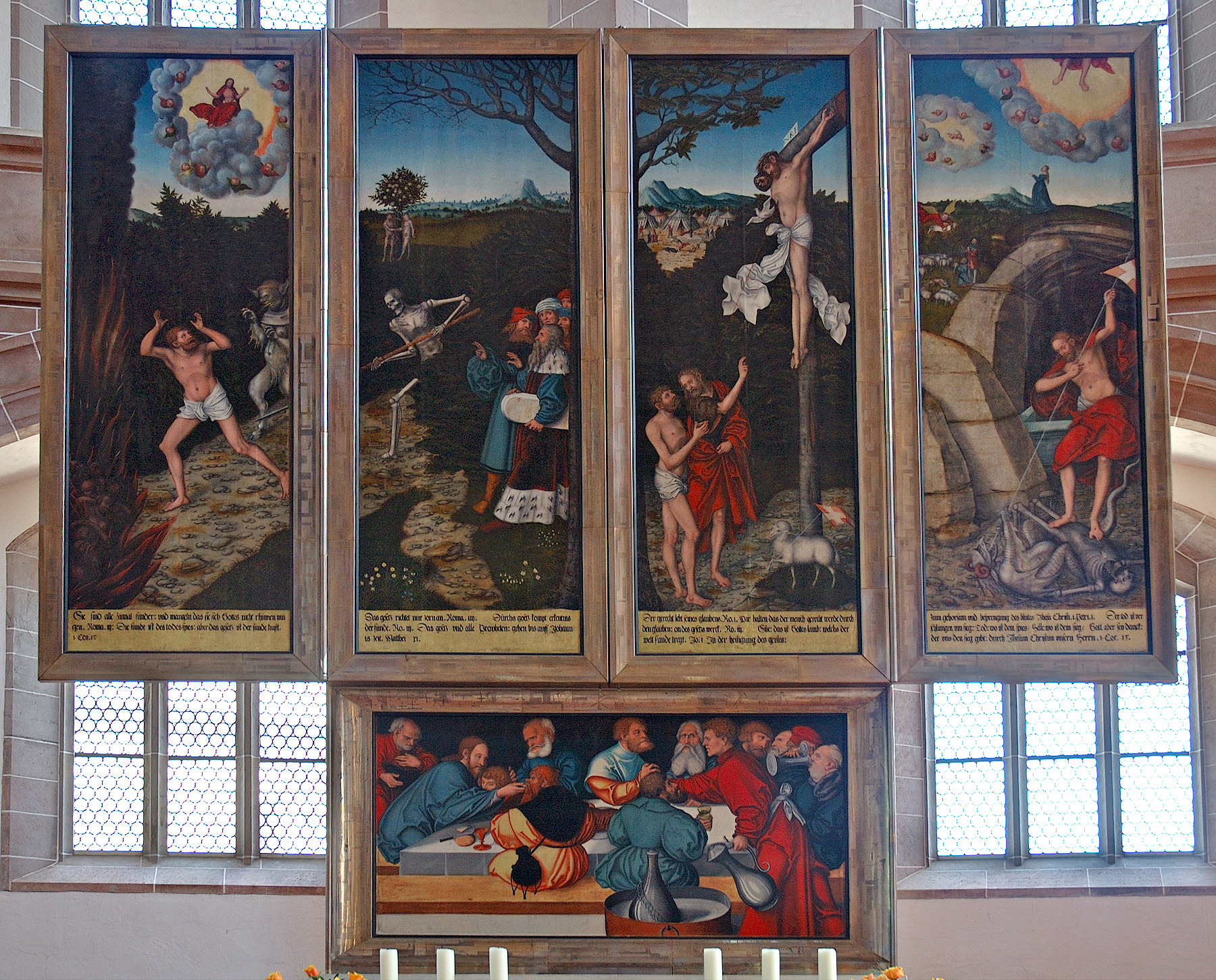
Un polittico che compone la pala d'altare contenuta nella chiesa di "St. Wolfgangskirche" a Schneeberg (Sassonia, Germania)

Il polittico (dal greco antico ?, poli-, " molti" + ptychē "piega") è, originariamente e per definizione, una forma d'arte sacra, una pala d'altare costituita da singoli pannelli separati, racchiusi da una cornice al fine di dare all'opera una struttura architettonica (in particolare un "dittico" ha due pannelli, un "trittico" tre, ecc.).
Eseguito con varie tecniche artistiche, principalmente pittoriche, dipinto su tavola o tela, ma anche scultoree, a rilievo su supporti quali legno, anch'esso alle volte dipinto, marmo, avorio od osso, è maggiormente diffuso tra il XIV secolo ed il XV secolo. Opera di varie dimensioni, fissa o mobile, in quest'ultimo caso costituita da più parti unite fra loro sportelli richiudibili grazie ad un sistema a cerniere.
Per estensione, è considerata polittico una qualsiasi opera d'arte costituita da più elementi distinti collegati insieme, anche di natura letteraria.

## Composizione
In genere, si divide verticalmente in uno o più ordini di tavole (solitamente due, di cui uno principale), connesse attraverso un sistema di cornici, che poggiano su una predella e può essere completato in alto da una cimasa. 
Orizzontalmente, se le parti che lo costituiscono sono due viene chiamato più precisamente dittico dal greco "diptykos" - piegato in due; se le parti sono tre viene chiamato trittico dal greco "triptykos" - piegato in tre. 
Può essere dipinto sia sul davanti (recto) che dietro (verso). A volte i pezzi che lo compongono sono fra loro scollegati e al suo interno ci possono essere composizioni minori, come dittici o trittici.
Nell'ambito della pittura religiosa in particolare, il polittico è stato generalmente utilizzato come pala d'altare nelle chiese. Esso costituisce lo sviluppo del dossale d'altare del XIII secolo, ampliato per giustapposizione di elementi sotto l'influsso dell'iconostasi bizantina e quindi riletto alla luce dello stile gotico che gli darà la connotazione architettonica con cui il genere si è maggiormente sviluppato. Dalla grande quantità di polittici pervenuti, possiamo immaginare che esso costituisse il modo preferito con cui la parete retrostante l'altare veniva decorata fra il Trecento e il Quattrocento. I soggetti rappresentati nei vari scomparti erano scelti e disposti secondo un preciso programma iconografico, in modo da collocare i più importanti al centro della parte anteriore. Esso, grazie alla ricca presenza di immagini che gli è propria, permette di creare uno sfondo appropriato alla celebrazione liturgica attraverso una lettura simbolica, allegorica e teologica della Messa. La presenza prevalente, ad esempio, della Madonna con Bambino al centro del sistema di tavole e nell'ordine principale, evoca l'opera della Chiesa/madre che concepisce e offre Gesù nell'eucaristia. Il medesimo sacrificio eucaristico viene più esplicitamente evocato in una o più raffigurazioni della Passione in altre scene del medesimo polittico. La raffigurazione di santi contribuisce a rendere evidente la comunione fra la Chiesa militante sulla terra e la Chiesa Trionfante in Cielo, oltre a dare onore al santo o ai santi cui l'altare o l'edificio è dedicato o per i quali si nutre particolare venerazione. 
Per tali motivi, il polittico si prestava sia alla decorazione degli altari maggiori delle chiese (in questo caso può raggiungere dimensioni notevoli sia in altezza che in larghezza, come il Polittico del Giudizio Universale di Rogier van der Weyden che quando è aperto misura 560 centimetri), sia per gli altari minori, disseminati nelle navate, spesso di proprietà di famiglie nobili o corporazioni, che ne curavano a proprie spese l'abbellimento. In tal caso era consuetudine raffigurare i santi patroni dei committenti e talora i committenti stessi ai piedi del santo patrono o della Vergine. 
Anticamente esistevano anche polittici molto più piccoli, usati nelle case per la devozione privata e addirittura trittici o dittici portatili da viaggio.

## Diffusione

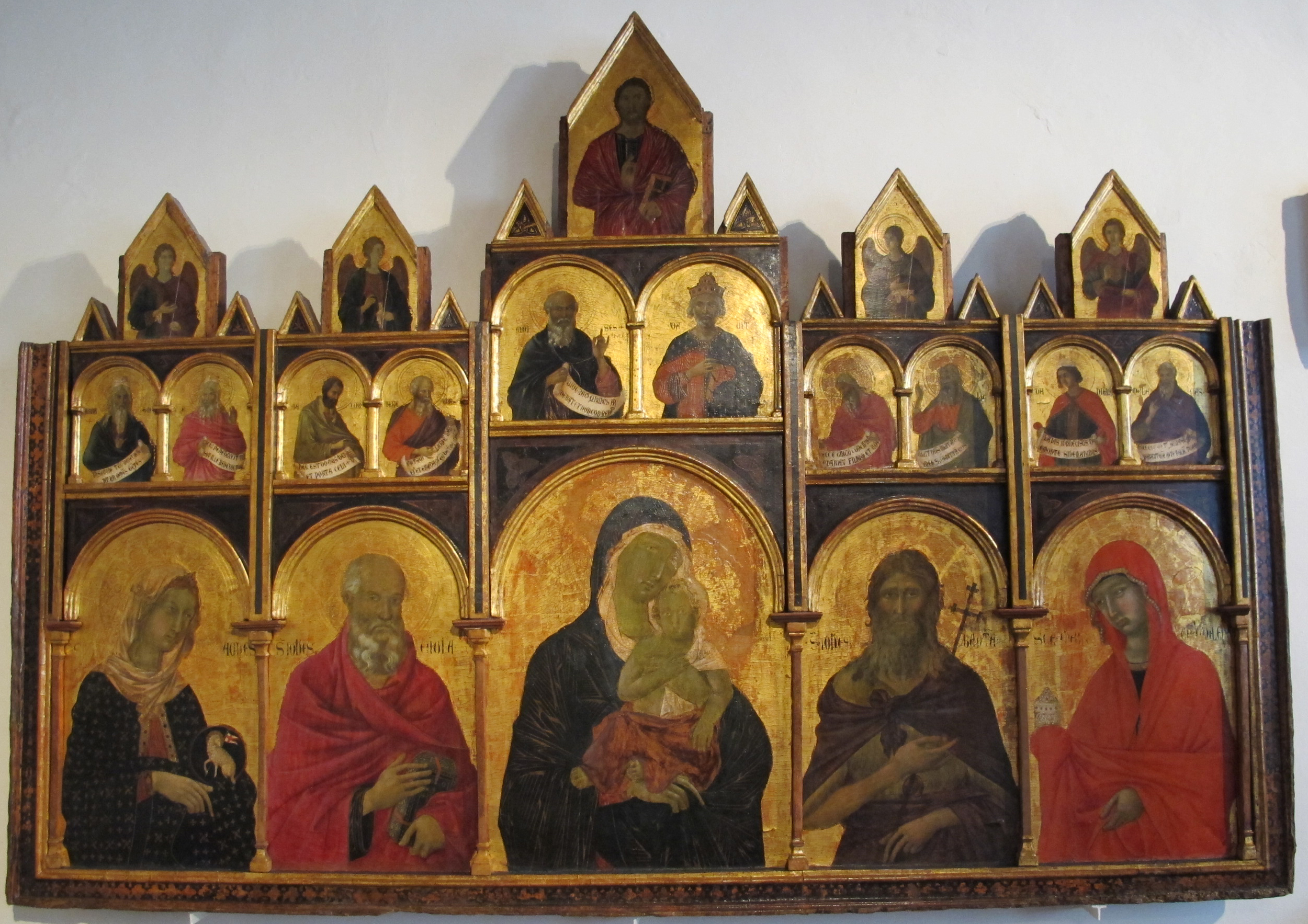
Uno dei primi esempi di polittico, dalle forme non ancora spiccatamente gotiche.

Difficile stabilire dove il genere del polittico abbia avuto la sua origine. Il nome sembra indicare un'origine greco-bizantina. In Italia i primi polittici, datati all'inizio del XIV secolo, sembrano il coerente sviluppo dei più elaborati dossali della fine del XIII secolo. Il dossale di Vigoroso da Siena, ad esempio, ha in sé molte delle caratteristiche che saranno proprie del polittico, eccetto la suddivisione in pannelli. I polittici di Duccio, a cavallo fra XIII e XIV secolo, possono essere considerati come intermedi fra la struttura del dossale e quella del polittico gotico vero e proprio. Anche se è molto difficile stabilire dei canoni per la struttura del polittico, per le variazioni dovute alle botteghe, alle aree geografiche, al mutare del gusto e alle esigenze dei committenti, solitamente i polittici italiani si presentano come una fila di santi disposti ai lati di una Madonna col Bambino o, più raramente, del Cristo o di un altro santo o addirittura di scene. Alle figure a mezzo busto, di probabile influsso bizantino, si preferiranno successivamente figure intere che daranno più slancio alla struttura e maggiore visibilità ai soggetti. La parte narrativa viene riservata per lo più alla predella, anche se non mancano esemplari in cui la narrazione si sviluppa nei pannelli laterali. In genere, salvo casi straordinari, i polittici avranno nella penisola una grandezza limitata dall'ampiezza dell'altare e una composizione prevalente di tavole dipinte. Il cambiamento di gusto e le nuove esigenze figurative dettate dal Rinascimento, porteranno al progressivo mutamento del polittico verso la pala d'altare unificata, in cui le figure dei santi non sono più raffigurate in pannelli separati, ma collocati in un'unica scena. Il cambiamento avverrà sfruttando gli elementi architettonici reali della cornice come parte integrante di uno spazio illusorio creato dalla prospettiva, come avviene nella pala di san Zeno del Mantegna. Potremmo ravvisare un passo ulteriore nella pala di Santa Lucia de' Magnoli di Domenico Veneziano, in cui il loggiato architettonico dipinto ricorda da vicino la suddivisione di un trittico, benché siamo ormai di fronte a uno spazio unificato. Nonostante il maggior peso che la pala unificata avrà nel corso del Quattrocento, illustri pittori rinascimentali si cimenteranno ancora con il genere del polittico come Lorenzo Lotto (polittico di Recanati), Cima da Conegliano (polittico di Miglionico), Pinturicchio (pala di santa Maria dei Fossi), Tiziano Vecellio (polittico Averoldi) e altri. 
Il polittico fu molto amato nel Nord Europa dove, forse a causa delle condizioni climatiche, l'affresco ebbe molta meno diffusione (a differenza di quello che accadde in Italia). I polittici nordici in genere, detti anche Flügelaltäre (altari con le ali - dal tedesco Flügel), sono del tipo a sportelli richiudibili e spesso contengono sia parti dipinte sia parti scolpite. Questi in genere sono costituiti da quattro corpi principali: lo scrigno o cassa centrale, lo scrigno inferiore o predella, le ante mobili e la cimasa. La parte centrale conservava al suo interno una serie di sculture lignee policrome e dorate realizzate a tutto tondo, raffiguranti il santo o le figure sacre a cui era intitolata la chiesa. Le ante erano generalmente decorate all'interno da figure intagliate a mezzo rilievo (santi con funzione taumaturgica) e nella parte esterna da dipinti su tavola con raffigurazioni del martirio o delle scene sacre evangeliche. Generalmente le ante erano chiuse durante la settimana ed aperte nel giorno della festività. Nella parte alta la cimasa era composta generalmente da tre o più statue racchiuse in una fitta serie di ramificazioni intagliate, che dalle parti laterali convergevano al centro li dove una serie di pinnacoli fioriti svettavano verso i costoloni del catino absidale. Tali strutture potevano raggiungere nel loro sviluppo altezze considerevoli. Questo tipo di altare ha il suo culmine produttivo nel periodo tardogotico, seppure nelle estreme propaggini delle vallate ladine tale usanza prosegua ben oltre l'inizio del Seicento (vedi l'altare della chiesa di San Lorenzo di Pera, frazione del comune di Pozza di Fassa datato sulla cimasa 1612). Non è raro ritrovare anche in altari barocchi delle vallate alpine, parti di questi altari (ad esempio la parte scultorea) riciclata e ricondotta allo stile decorativo del nuovo apparato.
Nella penisola iberica il polittico raggiunse uno sviluppo considerevole e prese le forme tipiche del retablo. Esso raggiungerà, per grandezza e ricchezza, proporzioni tali da non poter essere più considerato solo una decorazione dell'altare, ma dell'intero edificio, riuscendo a ricoprire, con la sua estensione, l'intera abside della chiesa, come nel retablo di Salamanca. Generalmente, al centro si trova l'immagine fulcro del santo (o la coppia di santi) cui è dedicato l'altare o la chiesa, accompagnata ai lati dalle scene della vita. Nei cicli più vasti vi si trovano scene del Nuovo e dell'Antico Testamento e della vita di Maria.

## Polittici famosi

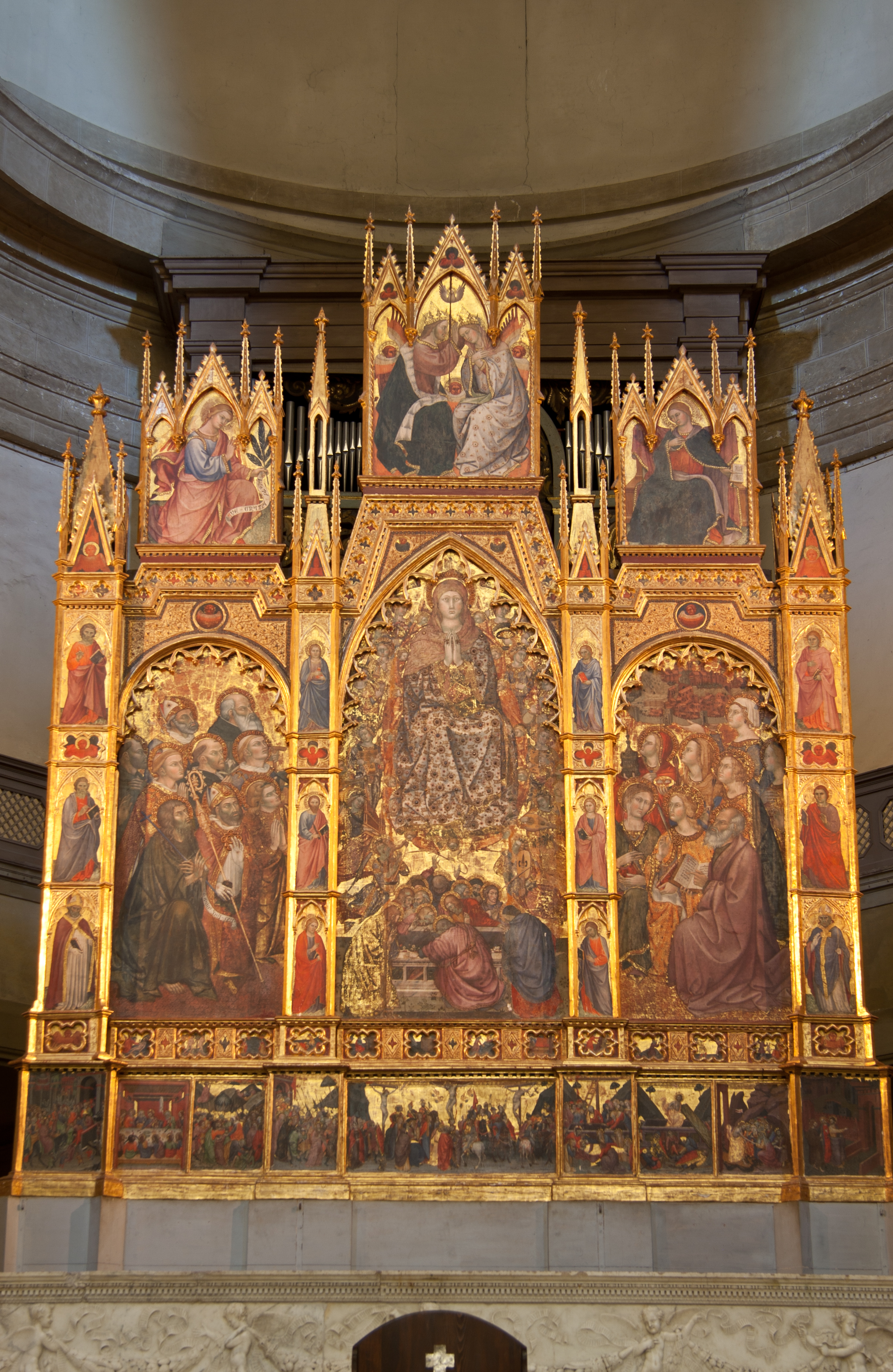
Il grande polittico di Taddeo di Bartolo per la cattedrale di Montepulciano.

Fra le centinaia di polittici italiani pervenutici, del periodo gotico e rinascimentale, sarebbe difficile scegliere quelli di maggiore importanza, sia perché si tratta solo di una parte di quelli realizzati, sia perché praticamente tutti gli artisti del tempo si cimentarono in questo genere.
Rilevanti sono certamente i polittici di Giotto, per la precocità con cui il genere viene a configurarsi (Polittico di Badia a Firenze, Polittico Stefaneschi della Pinacoteca Vaticana e altri), e di Simone Martini (polittici di Pisa, Orvieto...). Un caso a parte merita la Maestà di Duccio, immensa struttura in cui convergono la devozione alla Madonna e ai santi patroni insieme con un ciclo della vita di Cristo e della Vergine distribuito fra le predella, la cimasa e il retro della tavola principale. Spicca per grandezza anche il polittico di Taddeo di Bartolo per la cattedrale di Montepulciano.

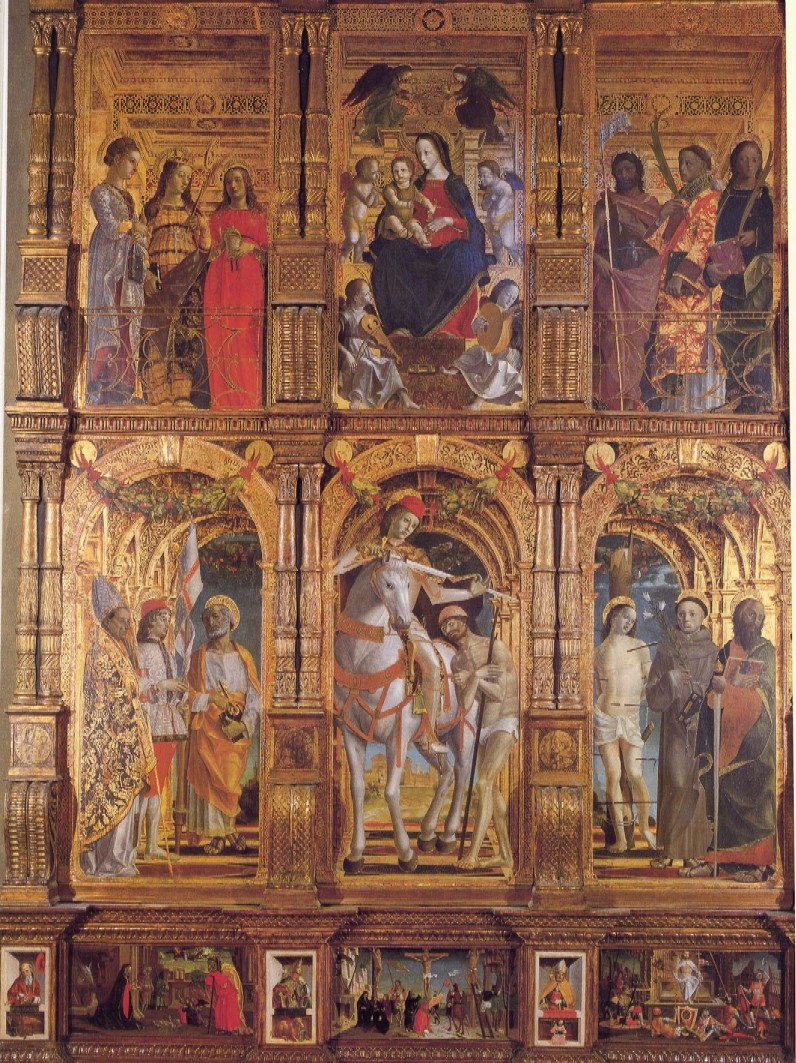
Nell polittico di Butinone e Zenale per san Martino a Treviglio la cornice viene sfruttata, attraverso l'uso della prospettiva, per creare l'illusione di uno spazio in cui vengono collocati i santi.

Butinone e Zenale si rifaranno ad Andrea Mantegna per dare uniformità alla struttura del grande Polittico di san Martino a Treviglio, attraverso la creazione prospettica di una struttura architettonica abitata dai santi. Ciò testimonia come ancora alla fine del XV secolo, quando già la pala d'altare unificata era ormai il modello prevalente adottato un po' ovunque, una committenza legata a formule più tradizionali preferiva ancora il formato del polittico. Ciò avveniva soprattutto, ma non solo, in città di forte tradizione "alternativa" a quella rinascimentale/fiorentina, come Venezia, in cui furono attivi i Vivarini, o in aree periferiche, come le Marche, in cui operarono artisti come Carlo Crivelli che firmò il grande Polittico di Ascoli Piceno.
In area fiamminga è celebre il Polittico dell'Agnello mistico, dei fratelli van Eyck. Per i Flügelaltäre, famosi sono quelli realizzati da Matthias Grünewald (Colmar, Altare di Isenheim), Hans Multscher (Vipiteno), Michael Pacher (Gries - Bolzano, Sankt Wolfgang im Salzkammergut - Austria), da Narciso da Bolzano a Fiera di Primiero, da W. Asslinger a Heiligenblut am Großglockner in Carinzia. Notevole è il Flügelaltar della cattedrale di Roskilde in Danimarca. Grandioso è quello eseguito da Veit Stoss nella Basilica di Santa Maria (Cracovia) in Polonia. A Pontebba (Udine) è presente un Flügelaltar nella Pieve di Santa Maria Maggiore.